# Cedicus dubius
Cedicus dubius är en spindelart som beskrevs av Embrik Strand 1907. Cedicus dubius ingår i släktet Cedicus och familjen vattenspindlar. Inga underarter finns listade i Catalogue of Life.